# Золота карета (кінопремія)
Золота карета (фр. Carrosse d'or) — нагорода, заснована 2002 року Асоціацією французьких кінорежисерів (фр. Société des Réalisationurs de Films — SRF). Премію присуджують режисерові за «новаторські підходи до фільмів, винахідливість, хоробрість і вірність принципам творчої незалежності» та вручається у рамках відкриття «Двотижневика режисерів» — конкурсної програми, яку проводять паралельно з основною програмою Каннського міжнародного кінофестивалю і організовують під егідою Асоціацією французьких кінорежисерів.

## Лауреати
- 2002 : Жак Розьє
- 2003 : Клінт Іствуд
- 2004 : Нанні Моретті
- 2005 : Усман Сембен
- 2006 : Девід Кроненберг
- 2007 : Ален Кавальє
- 2008 : Джим Джармуш
- 2009 : Наомі Кавасе
- 2010 : Аньєс Варда
- 2011 : Джафар Панагі
- 2012 : Нурі Більге Джейлан
- 2013 : Джейн Кемпіон
- 2014 : Ален Рене (посмертно)[1]
- 2015 : Цзя Джанке
- 2016 : Акі Каурісмякі
- 2017 : Вернер Герцог
- 2018 : Мартін Скорсезе
- 2019 : Джон Карпентер